# 1290 Albertine
1290 Albertine eller 1933 QL1 är en asteroid i huvudbältet som upptäcktes 21 augusti 1933 av den belgiske astronomen Eugène Joseph Delporte i Uccle. Den har fått sitt namn efter Albert I av Belgien.